# Matteo Minozzi

a Compétitions nationales et continentales officielles uniquement.

b Matchs officiels uniquement.
Dernière mise à jour le 22 février 2024.
Matteo Minozzi, né le 4 juin 1996 à Padoue (Italie), est un joueur international italien de rugby à XV jouant principalement au poste d'arrière. 

## Biographie

### En club
Matteo Minozzi, issu d'une famille de joueurs de rugby à XV, est repéré à 17 ans par la Fédération italienne de rugby à XV. Il intègre en 2015 la formation de Calvisano, avec qui il devient champion d'Italie en 2017, puis, l'année suivante, part disputer le Pro14 avec l'équipe des Zebre.
Étant l'une des révélations à son poste sur la saison 2017-2018,, il commence néanmoins la saison suivante par une blessure grave, ce qui suspend temporairement sa carrière sportive.
Encore blessé, il est annoncé en février 2018 aux Wasps, en remplacement notamment de Elliot Daly et Christian Wade à la suite de la Coupe du monde. Il doit y retrouver son coéquipier en équipe nationale, Michele Campagnaro.
En 2019-2020, les Wasps atteignent la finale du championnat et affronte les Exeter Chiefs. Pour cette rencontre, Matteo Minozzi est titulaire à l'arrière mais son équipe est battue 19 à 13,.
À la suite du placement en redressement judiciaire et donc à la liquidation des Wasps le 17 octobre 2022, tous les membres du club sont licenciés. Il rejoint alors le Benetton Trévise jouant en United Rugby Championship et y signe un contrat allant jusqu'en 2023 avec une option de prolongation jusqu'à l'été 2025.
En février 2024, il annonce mettre un terme à sa carrière à seulement vingt-sept ans après n'avoir pas réussi à retrouver son niveau à cause de différentes blessures.

### En équipe nationale
Jouant surtout en demi d'ouverture au début de sa carrière, notamment dans les catégories jeunes italiennes, il est replacé à l'arrière au fur et à mesure qu'il s'impose à ce poste en club, puis au plus haut niveau international.
Sa carrière internationale commence durant la tournée d'automne 2017, le 11 novembre contre les Fidji. Il est ensuite appelé par le sélectionneur irlandais de l'Italie, Conor O'Shea, dans le groupe italien pour le Tournoi des Six Nations 2018. Malgré les défaites italiennes, Minozzi marque dans quatre rencontres successives, contre l'Irlande, la France, le pays de Galles et l'Écosse ses quatre premiers essais internationaux et devient par la même occasion le marqueur d'essais italien le plus prolifique sur une édition du Tournoi, dépassant les trois unités de Carlo Checchinato, Mirco Bergamasco et Martin Castrogiovanni.
À la suite de ce tournoi, il fait aussi partie des six joueurs nommés pour prétendre au titre de meilleur joueur du Six Nations 2018. Il est par la suite également cité par certains observateurs comme une des révélations du rugby international en 2018,.

## Palmarès
- Finaliste du Championnat d'Italie en 2016 avec le Rugby Calvisano.
- Vainqueur du Championnat d'Italie en 2017 avec le Rugby Calvisano.
- Finaliste du Championnat d'Angleterre en 2020 avec les Wasps.